# Петропавлівська сільська рада (Братський район)
Петропа́влівська сільська́ ра́да — адміністративно-територіальна одиниця та орган місцевого самоврядування у Братському районі Миколаївської області. Адміністративний центр — село Петропавлівка.

## Загальні відомості
- Населення ради: 775 осіб (станом на 2001 рік)

## Населені пункти
Сільській раді підпорядковані населені пункти:
- с. Петропавлівка
- с. Українець

## Склад ради
Рада складається з 12 депутатів та голови.
- Голова ради: Вердеренко Ольга Андріївна
- Секретар ради: Кострикіна Алла Петрівна

### Керівний склад попередніх скликань
| Прізвище, ім'я, по батькові | Основні відомості                                                                       | Дата обрання | Дата звільнення |
| --------------------------- | --------------------------------------------------------------------------------------- | ------------ | --------------- |
| Іванюта Василина Василівна  | Сільський голова, 1953 року народження, позапартійна                                    | 26.03.2006   | 20.03.2009      |
| Вердеренко Ольга Андріївна  | Сільський голова, 1961 року народження, освіта середня спеціальна, позапартійна         | 02.08.2009   | 31.10.2010      |
| Вердеренко Ольга Андріївна  | Сільський голова, 1961 року народження, освіта середня спеціальна, член Партії регіонів | 31.10.2010   |                 |

Примітка: таблиця складена за даними сайту Верховної Ради України

### Депутати
За результатами місцевих виборів 2010 року депутатами ради стали:

#### За суб'єктами висування
| Суб'єкт висування                                       | Кількість обраних депутатів | %    |
| ------------------------------------------------------- | --------------------------- | ---- |
| Партія регіонів                                         | 5                           | 41,7 |
| Комуністична партія України                             | 4                           | 33,3 |
| Політична партія Всеукраїнське об'єднання «Батьківщина» | 2                           | 16,7 |
| Народна партія                                          | 1                           | 8,3  |

#### За округами
| № округу                                                | Прізвище, ім'я, по батькові    | Дата визнання обраним | Освіта             | Партійна приналежність                        | Відомості про обраного депутата                           |
| ------------------------------------------------------- | ------------------------------ | --------------------- | ------------------ | --------------------------------------------- | --------------------------------------------------------- |
| Комуністична партія України                             |                                |                       |                    |                                               |                                                           |
| 1                                                       | Чорна Оксана Василівна         | 01.11.2010            | середня спеціальна | член Комуністичної партії України             | Петропавловська бібліотека, завідувачка                   |
| 2                                                       | Тарічев Іван Іванович          | 01.11.2010            | середня            | член Комуністичної партії України             | Петропавлівська загальноосвітня школа І-ІІ ст., кочегар   |
| 3                                                       | Аляб'єва Олена Станіславівна   | 01.11.2010            | середня спеціальна | член Комуністичної партії України             | Петропавлівська загальноосвітня школа І-ІІ ст., охоронець |
| 8                                                       | Пузик Валерій Володимирович    | 01.11.2010            | незакінчена вища   | член Комуністичної партії України             | пенсіонер                                                 |
| Народна Партія                                          |                                |                       |                    |                                               |                                                           |
| 9                                                       | Качанов Олександр Іванович     | 01.11.2010            | середня            | член Народної партії                          | пенсіонер                                                 |
| Партія регіонів                                         |                                |                       |                    |                                               |                                                           |
| 5                                                       | Симонова Людмила Володимирівна | 01.11.2010            | середня спеціальна | член Партії регіонів                          | Петропавлівський ДНЗ, помічник вихователя                 |
| 6                                                       | Кострикіна Алла Петрівна       | 01.11.2010            | середня спеціальна | член Партії регіонів                          | Петропавловська сільська рада, секретар                   |
| 10                                                      | Врабіє Віктор Григорович       | 01.11.2010            | середня            | член Партії регіонів                          | приватний підприємець                                     |
| 11                                                      | Науменко Михайло Андрійович    | 01.11.2010            | середня            | член Партії регіонів                          | пенсіонер                                                 |
| 12                                                      | Кальченко Любов Володимирівна  | 01.11.2010            | вища               | член Партії регіонів                          | Петропавлівське відділення зв'язку, листоноша             |
| Політична партія Всеукраїнське об'єднання «Батьківщина» |                                |                       |                    |                                               |                                                           |
| 4                                                       | Резніченко Микола Іванович     | 01.11.2010            | середня            | член Всеукраїнського об'єднання «Батьківщина» | пенсіонер                                                 |
| 7                                                       | Доноканян Оксана Анатоліївна   | 01.11.2010            | середня спеціальна | член Всеукраїнського об'єднання «Батьківщина» | Петропавлівський ДНЗ, завідувач                           |

## Населення
Згідно з переписом УРСР 1989 року чисельність наявного населення сільської ради становила 845 осіб, з яких 369 чоловіків та 476 жінок.
За переписом населення України 2001 року в сільській раді мешкали 773 особи.

### Мова
Розподіл населення за рідною мовою за даними перепису 2001 року:
| Мова       | Відсоток |
| ---------- | -------- |
| українська | 73,03 %  |
| російська  | 24,77 %  |
| молдовська | 1,94 %   |
| білоруська | 0,13 %   |
| вірменська | 0,13 %   |